# اندرسون (ایندیانا)

اندرسون (به انگلیسی: Anderson) شهری در ایالت ایندیانا، ایالات متحده آمریکا است. در سرشماری سال ۲۰۰۰، جمعیت این شهر ۵۹،۷۳۴ نفر اعلام شد. 

## جغرافیا
اندرسون در موقعیت۴۰°۰۶′۰۰″شمالی ۸۵°۴۰′۵۳″غربی / ۴۰٫۱۰۰۰۴۱°شمالی ۸۵٫۶۸۱۵۲۵°غربیقرار گرفته است.